# Интернет в Йемене
Интернет в Йемене — использование интернета на территории Йемена.

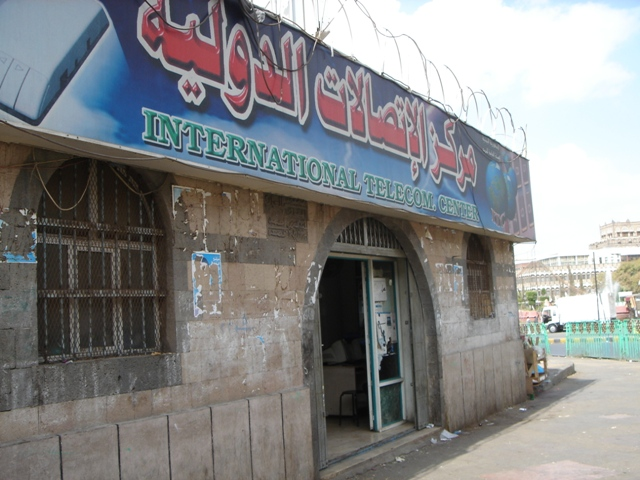
Интернет-кафе в Сане

Использование интернета в Йемене началось в 1996 году. Доступ в интернет стали предоставлять провайдеры TeleYemen и YemenNet. К июлю 2016 года 6 732 928 человек использовали интернет.  

## Развитие интернета в Йемене
С 2000 по 2005 год в Йемене развивались телекоммуникационные технологии. Объем инвестиций в развитие ИТ-систем и интернет-инфраструктуры составил более 80 млрд йеменских риалов. Число интернет-пользователей, по данным на 2011 год, было равно 3 597 097. В 2006 году их было 110 000, в 1991 году — 3800. По данным на 2011 год, в интернет выходило 14,9 % населения Йемена.  
Для сравнения, сотовой связью в 2011 году пользовались 11,7 миллиона человек, в 2006 году — 1,2 миллиона человек, в 1991 году — 153 000. 
В Йемене появился спрос на более быстрое интернет-соединение. Это подтолкнуло интернет-провайдеров внедрить ADSL и ISDN.  
Появился сервис электронного правительства, который начал предоставлять гражданам свои услуги. Его появление привело к росту количества пользователей интернета. Однако скорость интернета остаётся низкой. В 2010 году только 84 000 компьютера использовали широкополосную сеть. 

## Цензура

Карта, показывающая уровень цензуры интернета в различных странах. Зелёным показаны страны с незначительной цензурой, красным — страны, цензурирующие информацию.

Согласно отчёту OpenNet Initiative на октябрь 2012 года, в Йемене присутствовала цензура интернета. Она затрагивала социальные и политические сферы деятельности. Были введены ограничения в социальных и политических областях, например, на использование компьютерных программ для сотрудничества. 
«Репортеры без границ» внесли Йемен в список стран «под наблюдением» в 2008 и 2009 годах; однако не сделали этого в 2010 году и в 2011 году. 
Цензурируются порнография, обнажённые тела, гомосексуализм, лесбиянство, сайты знакомств, сайты, критикующие ислам, сайты, вовлекающие мусульман в другие религии. Также запрещены сайты об алкоголе, наркотиках и азартных играх. 
Министерство, регулирующее связь в интернете в Йемене, в апреле 2008 объявило, что писателей, которые «расжигают ненависть или наносят ущерб национальным интересам» будут преследовать в суде. Два йеменских интернет-провайдера, YemenNet и TeleYemen, блокируют доступ к сайтам, посвященным азартным играм, «взрослому» контенту, сексуальному контенту и к сайтам, связанным с религией. Интернет-провайдер TeleYemen (также известный как Y.Net) запрещает «отправку сообщений, являющихся оскорбительными и нарушающими моральные, религиозные, общинные или политические нормы». Y.Net может сообщать о том, что их сервис пытались использовать для нарушения законов Йемена.  TeleYemen оставляет за собой право контролировать доступ к данным «любым способом, который TeleYemen сочтет целесообразным». 
В Йемене в интернет-кафе шторы должны быть открытыми, содержимое сайтов должно быть видно управляющим кафе. 
Также были предъявлены требования закрывать интернет-кафе ночью. При посещении интернет-кафе необходимо предъявить удостоверение личности. 
В марте 2015 года министерство заявило, что Facebook не будет заблокирован из-за восстания хуситов. Однако власть применила цензуру, в том числе и к Facebook.

## AdenNet
После битвы при Сане в 2014 году повстанцы взяли под свой контроль YemenNet, крупнейшего интернет-провайдера страны.  В июне 2018 года власть создала AdenNet — альтернативного интернет-провайдера.